# Glad You Came
«Glad You Came» —en español: Me alegro de que hayas venido— es una canción de la boyband británico-irlandesa The Wanted, tomado como el segundo sencillo de su segundo álbum de estudio, Battleground. Fue lanzado en las radios el 24 de mayo de 2011, y fue lanzado oficialmente el 10 de julio de 2011. La canción dance pop fue escrita por Steve Mac, Wayne y Héctor Drewett Ed, y fue producido por Steve Mac. Debutó en el número 1 en el Reino Unido e Irlanda. En los Estados Unidos, fue lanzado el 18 de octubre de 2011 siendo su segundo sencillo editado de la banda en este país, desprendido de su EP The Wanted (EP). Ha enarbolado en el número 3 en el Billboard Hot 100.

## Video musical
El video fue dirigido por el acompañante Director X y fue filmada en Ibiza, España. Se muestra a la banda que se divierte en una playa con un grupo de hombres y mujeres jóvenes. Fue lanzado oficialmente el 10 de julio de 2011 en YouTube y por un período fue el video más visto en el sitio, con más de 25 millones de visitas.

## En la cultura popular
- La canción estaba siendo utilizado para dar la bienvenida al Singapore Armed Forces Parachute Team (más conocida como la Red Lions) durante en National Day Parade, 2012 en Singapur
- Estaba la versión en Glee de The Warblers, interpretado por Grant Gustin, personificando al personaje Sebastián Smythe.
- Se ha convertido en la Banda Sonora del programa Paraguayo No Somos Ángeles, en latele.
- De 2013 a 2016, TAM Linhas Aéreas usó la canción para su eslogan.
- También ha sido sonado como banda sonora de algunos anuncios publicitarios para televisión de la cadena de restaurantes McDonald's para la temporada de 2014.

## Lista de canciones
- Reino Unido Sencillo Digital

1. "Glad You Came" (Karaoke Versión) - 3:17

- Reino Unido EP digital

1. "Glad You Came" – 3:17
2. "Glad You Came" (Alex Gaudino Radio Edit) – 3:05
3. "Glad You Came" (Alex Gaudino Club Mix) – 7:55
4. "Iris" (Live Tour Performance) – 4:01

- Reino Unido Sencillo CD

1. "Glad You Came" – 3:17
2. "Glad You Came" (Alex Gaudino Radio Edit) – 3:05
3. "Gold Forever" (BBC Radio 1 Live Lounge Session) – 3:35

- Estados Unidos y Canadá Sencillo Digital

1. "Glad You Came" (Radio Edit) – 3:18

- Digital remix EP (Estados Unidos)

1. "Glad You Came" (Mixin Marc & Tony Svedja Radio Mix) – 3:58
2. "Glad You Came" (Mixin Marc & Tony Svedja Club Remix) – 5:52
3. "Glad You Came" (Mixin Marc & Tony Svedja Dub) – 5:44
4. "Glad You Came" (Bassjackers Remix Edit) – 3:40
5. "Glad You Came" (Bassjackers Extended Club) – 5:04
6. "Glad You Came" (Bassjackers Dub) – 5:52
7. "Glad You Came" (Alex Gaudino Radio Full Vocal) – 3:05
8. "Glad You Came" (Alex Gaudino Club Remix) – 7:54
9. "Glad You Came" (Alex Gaudino Dub) – 7:51

- U.S. Wal-Mart Exclusive CD Single

1. "Glad You Came" - 3:18
2. "Glad You Came" (Mixin Marc & Tony Svedja Radio Mix) – 3:58

- Sencillo CD Promocional (Estados Ybudi)

1. "Glad You Came" (Radio Edit) – 3:18
2. "Glad You Came" (Alex Gaudino Radio Full Vocal) – 3:05
3. "Glad You Came" (Alex Gaudino Club Remix) – 7:54
4. "Glad You Came" (Alex Gaudino Dub) – 7:51
5. "Glad You Came" (Bassjackers Remix Edit) – 3:40
6. "Glad You Came" (Bassjackers Extended Club) – 5:04
7. "Glad You Came" (Bassjackers Dub) – 5:52
8. "Glad You Came" (Mixin Marc & Tony Svedja Radio Mix) – 3:58
9. "Glad You Came" (Mixin Marc & Tony Svedja Club Remix) – 5:52

## Posicionamiento en listas y certificaciones
| Listas (2011–12)                      | Mejor posición |
| ------------------------------------- | -------------- |
| Australia (ARIA)                      | 20             |
| Austria (Ö3 Austria Top 40)           | 68             |
| Bélgica (Flandes) (Ultratop 50)       | 12             |
| Bélgica (Valonia) (Ultratop 50)       | 29             |
| Brasil (Hot 100 Airplay)              | 8              |
| Canadá (Canadian Hot 100)             | 2              |
| República Checa (Rádio Top 100)       | 7              |
| Dinamarca (Tracklisten)               | 29             |
| Eslovaquia (Rádio Top 100)            | 5              |
| España (Top 100 Canciones)            | 34             |
| Estados Unidos (Billboard Hot 100)    | 3              |
| Estados Unidos (Pop Songs)            | 1              |
| Estados Unidos (Hot Dance Club Songs) | 5              |
| Estados Unidos (Adult Pop Songs)      | 4              |
| Estados Unidos (Adult Contemporary)   | 17             |
| Francia (SNEP)                        | 30             |
| Honduras (Honduras Top 50)            | 22             |
| Hungría (Rádiós Top 40)               | 4              |
| Irlanda (IRMA)                        | 1              |
| Israel (Media Forest)                 | 2              |
| Japón (Japan Hot 100)                 | 1              |
| México (Mexican Airplay Chart)        | 30             |
| Nueva Zelanda (Recorded Music NZ)     | 13             |
| Países Bajos (Dutch Top 40)           | 12             |
| Reino Unido (UK Singles Chart)        | 1              |
| Venezuela (Record Report)             | 1              |

| País           | Organismo certificador | Certificación    | Ventas    |
| -------------- | ---------------------- | ---------------- | --------- |
| Australia      | ARIA                   | Disco de Platino | 70 000    |
| Estados Unidos | RIAA                   | Disco de Platino | 3 600 000 |
| Nueva Zelanda  | RIANZ                  | Disco de Platino | 15 000    |
| Reino Unido    | BPI                    | Disco de Oro     | 400 000   |

## Sucesiones
| Anterior: «Louder» de DJ Fresh con Sian Evans                  | UK Singles Chart — Sencillo Nro 1 17 de julio de 2011 — 30 de julio de 2011     | Siguiente: «She Makes Me Wanna» de JLS con Dev                    |
| Anterior: «Bad Behaviour» de Jedward                           | Irish Singles Chart — Sencillo Nro 1 14 de julio de 2011 — 18 de agosto de 2011 | Siguiente: «Moves like Jagger» de Maroon 5 con Christina Aguilera |
| Anterior: «Stronger (What Doesn't Kill You)» de Kelly Clarkson | Billboard Pop Songs — Sencillo Nro 1 21 de abril de 2012 — 28 de abril de 2012  | Siguiente: «We Are Young» de Fun con Janelle Monáe                |
| Anterior: «RPG» de Sekai no Owari                              | Japan Hot 100 — Sencillo Nro 1 25 de mayo de 2013 — 1 de junio de 2013          | Siguiente: «Preserved Roses» de T.M.Revolution x Nana Mizuki      |